# Twijzelerheide
Twijzelerheide (en frison : Twizelerheide) est un village de la commune néerlandaise d'Achtkarspelen, dans la province de Frise.

## Géographie
Le village est situé dans l'est de la Frise, à 14 km au nord de Drachten.

## Histoire
Le village est créé à la fin du XVIIIe siècle et au début du XIXe siècle sur la lande de Twijzel et connaît un plein développement au cours du XXe siècle.

## Démographie
Le 1er janvier 2018, le village comptait 1 795 habitants.